# Freilichtspiele Neuenstadt

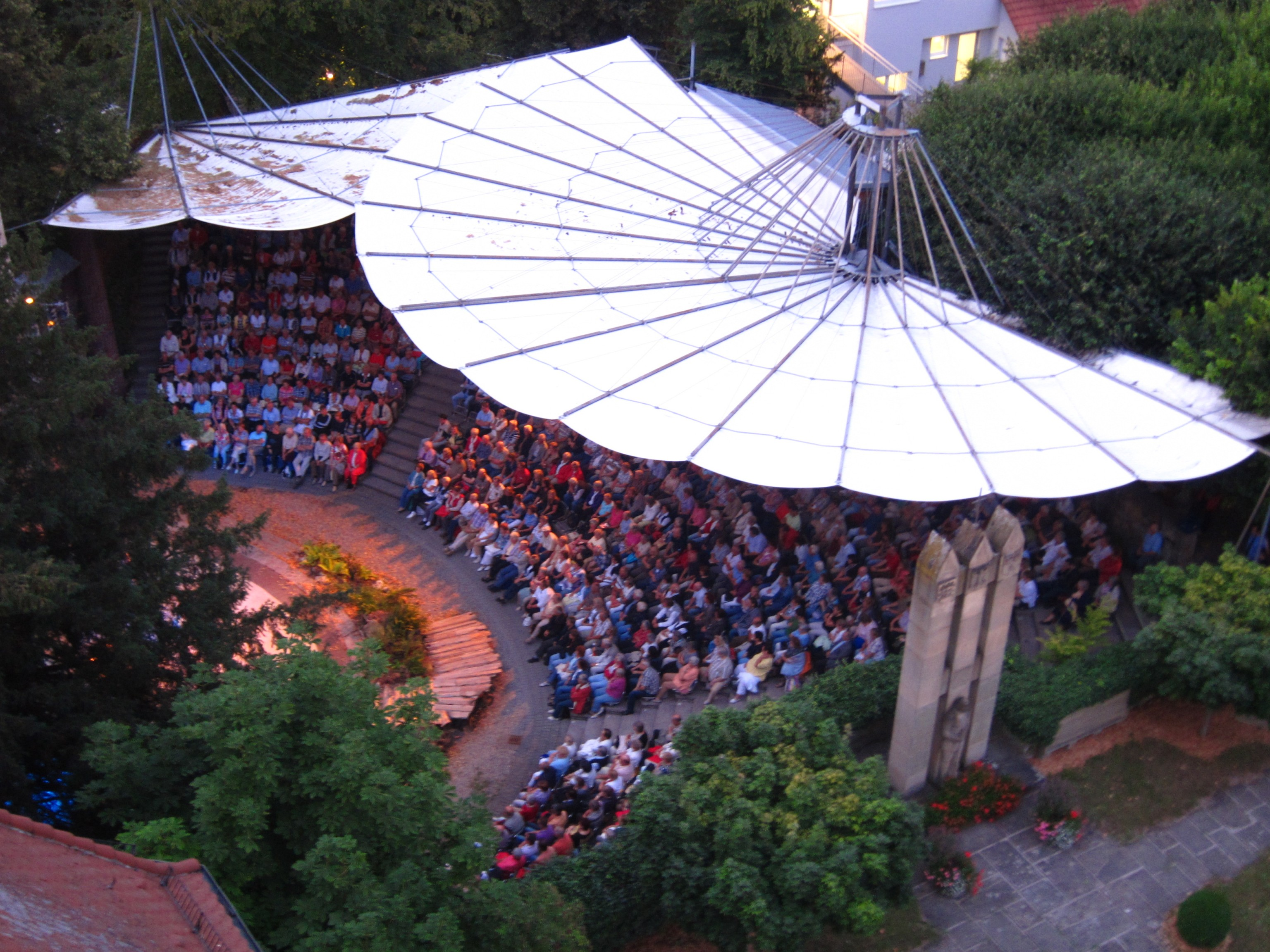
Bühne im Schlossgraben der Freilichtspiele Neuenstadt. Sicht vom Torturm Neuenstadt.

Die Freilichtspiele Neuenstadt sind eine Abteilung des Vereins Liederkranz 1835 e. V. Das Vereinsgelände mit der Freilichtbühne liegt in Neuenstadt am Kocher im Schlossgraben des Neuenstadter Renaissanceschlosses. Die Bühne wird jeden Sommer für Amateurtheateraufführungen genutzt.

## Geschichte

### Die Anfänge
Nachdem Neuenstadt im Zweiten Weltkrieg zu 80 % zerstört worden war, wollte man beim Wiederaufbau den Burggraben des Schlosses mit Bauschutt anfüllen. Doch dank der beiden Neuenstädter Willi Carl und Emil Ermold kam es nicht dazu. Sie planten mit dem Vermessungs-Ingenieur Eugen Kreß eine Feierstätte neben der historischen Lindenanlage. Mit Hilfe von Sängern des Liederkranzes entstand in tausenden von Arbeitsstunden das Bühnenrund mit den ansteigenden Sitzreihen, das einem Amphitheater ähnelt und anlässlich eines Sängerfestes, das der Liederkranz Neuenstadt im Jahr 1951 ausrichtete, eingeweiht wurde.
Der Liederkranz 1835 e. V. hatte aber nicht nur Sänger, sondern auch ambitionierte Schauspieler in seinen Reihen. Jedes Jahr für die Weihnachtsfeier des Vereines führte man im Saal des Gasthofes Stern ein Theaterstück auf. 230 Sitzplätze reichten bald nicht aus, immer mehr Zuschauer wollten die Aufführungen sehen.
Die Gründungsmitglieder der Freilichtspiele Neuenstadt, Karl Hübner, Fritz Walter und Ernst Tenscher, hatten deshalb die Idee, auch im Sommer Theaterstücke zu spielen und diese im Schlossgraben aufzuführen.
Im Sommer 1958 war es dann soweit: Das erste Stück Es zogen drei Burschen wurde drei Mal gespielt. Alles – von der Beleuchtung über die Kostüme bis zum Bühnenaufbau – war spartanisch. Auch als die Ausstattung mit den Jahren aufwändiger wurde, musste sämtliches Material alljährlich per Karren vom damaligen Lagerraum im Gasthof Stern schier endlose 1000 Meter zur Bühne geschafft werden. Auch die Proben fanden in einem Nebenraum des Gasthofes statt. Durch Aufzeichnungen des Süddeutschen Rundfunks erlangten die Freilichtspiele Neuenstadt in den 1960er-Jahren einen größeren Bekanntheitsgrad. So entstand auch der Kontakt zum Autor Paul Wanner, der neue Impulse gab und einige Jahre in Neuenstadt als Regisseur wirkte. Eigens für Neuenstadt schrieb er das Stück Das Neuenstadter Herzogsspiel, das 1963 aufgeführt wurde.

### Sicherung des Standorts

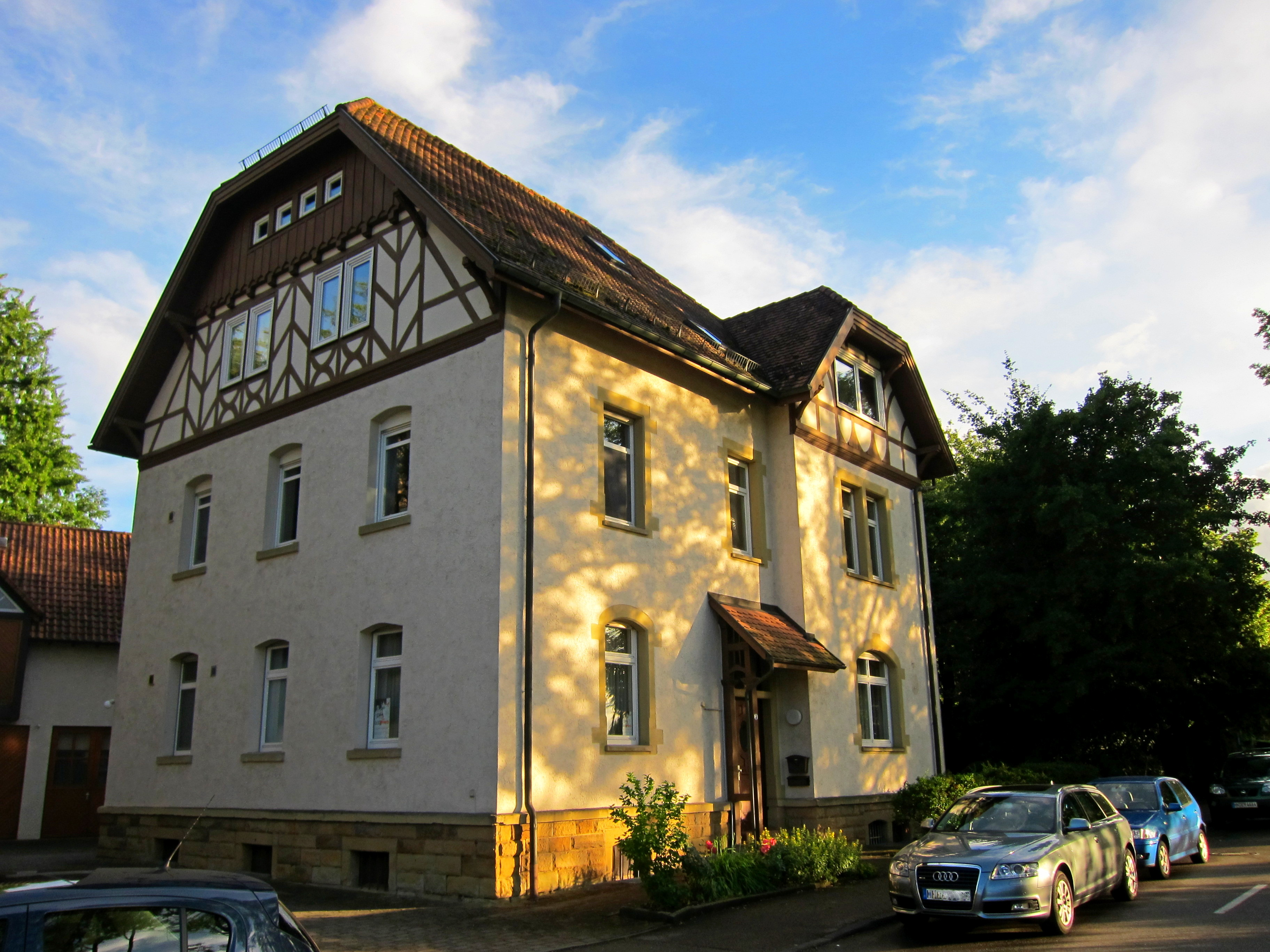
Ehemalige Arztvilla

Fast schon unternehmerische Weitsicht und Risikofreude bewiesen die Vereinsverantwortlichen, als sie das Gebäude, welches unmittelbar neben der Freilichtbühne zum Verkauf stand, 1966 für 72.000 Mark als Vereinsheim erwarben: Eine ehemalige Arztvilla mit drei Etagen, erbaut um die Jahrhundertwende. Somit konnte der Standort des Vereins unmittelbar an der Bühne im Schlossgraben langfristig gesichert werden. Land, Stadt, Liederkranz und Vereinsmitglieder standen für den dazu erforderlichen Kredit gerade. Am 19. November 1966 wurde das Haus mit einer Tagung der Süddeutschen Freilichtbühnen in Betrieb genommen. Diese Zusammenkunft diente der Vorbereitung zur Gründung des Verbandes Deutscher Freilichtbühnen (VDF), Region Süd. 1967 wurde das Haus in der Lindenstraße 4 nach der Instandsetzung als neues Vereinsheim bezogen. Heute befinden sich in dem Gebäude Kostümschneiderei und Fundus (im Dachgeschoss), Theaterbüro, Schmink- und Umkleideräume, eine Küche, die Wohnung der Hausmeisterfamilie und das Kleine Lindentheater.

### Ausbau der Freilichtbühne
1972 wurden erstmals die beiden Mittelblöcke B und C durch eine Überdachung vor Wind und Wetter geschützt. 400 Sitzplätze waren nun auch bei Regen trocken. Der langjährige Bühnenbauer Eugen Kreß war der Konstrukteur dieser auch heute noch in der Freilichttheaterszene einmaligen, freitragenden Zeltüberdachung. 1977 wurde erstmals durchgehend jeden Freitag, Samstag und Sonntag gespielt. Zum Jubiläum der 25. Spielzeit gab es 1982 einen Tag der offenen Tür, außerdem besuchte der damals 87-jährige Autor Paul Wanner die Premiere des von ihm verfassten Stückes Die Altweibermühle. 1986 wurde dann die Zeltdachkonstruktion auf den Block D erweitert, so dass nun über 600 Plätze überdacht sind. Der Block A durfte aus Denkmalschutzgründen bis zum heutigen Tag nicht bedacht werden.
Das Zeltdach wird in jedem Frühjahr auf- und im Spätjahr wieder abgebaut.

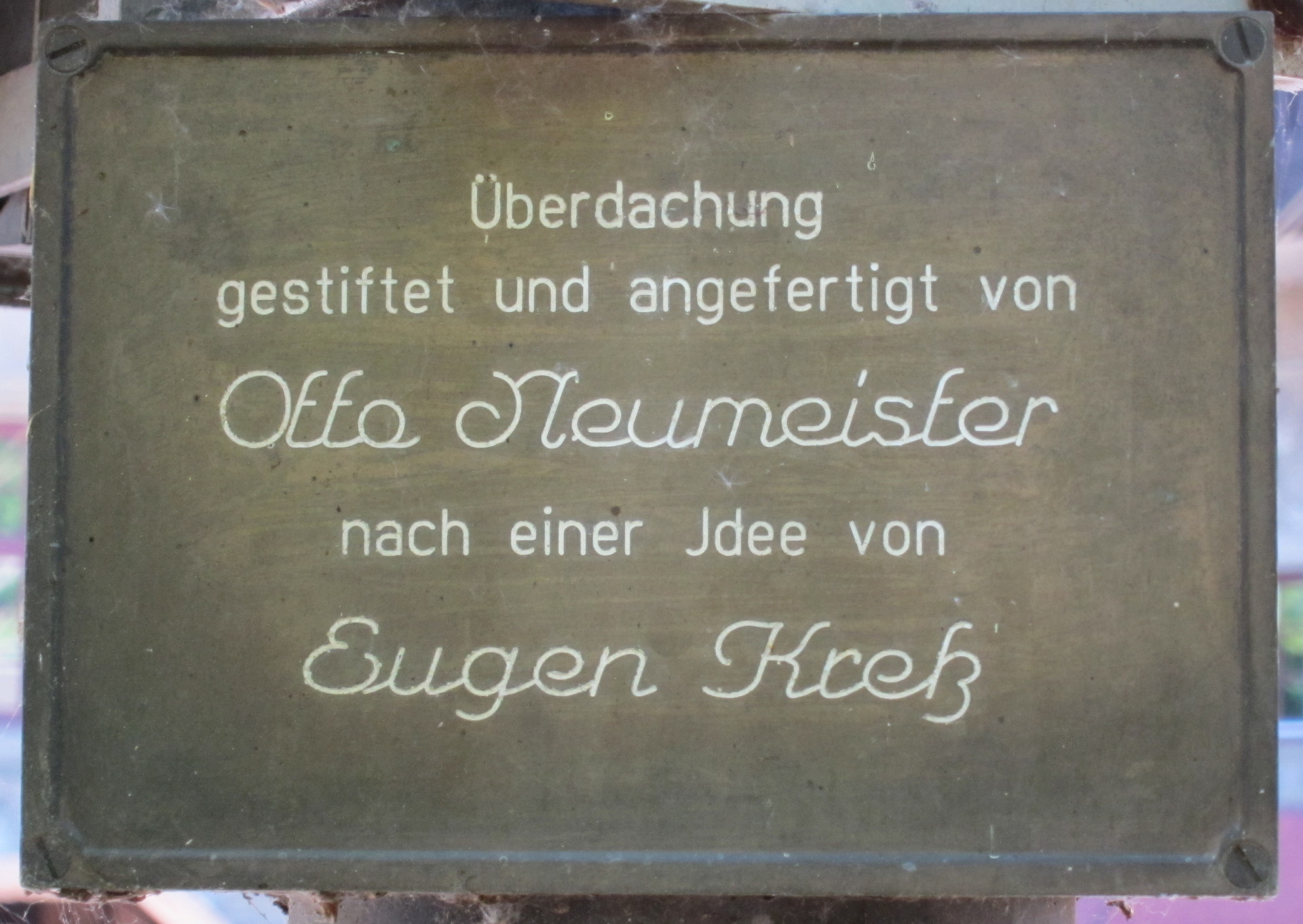
Gedenkschild an der Zeltdachkonstruktion
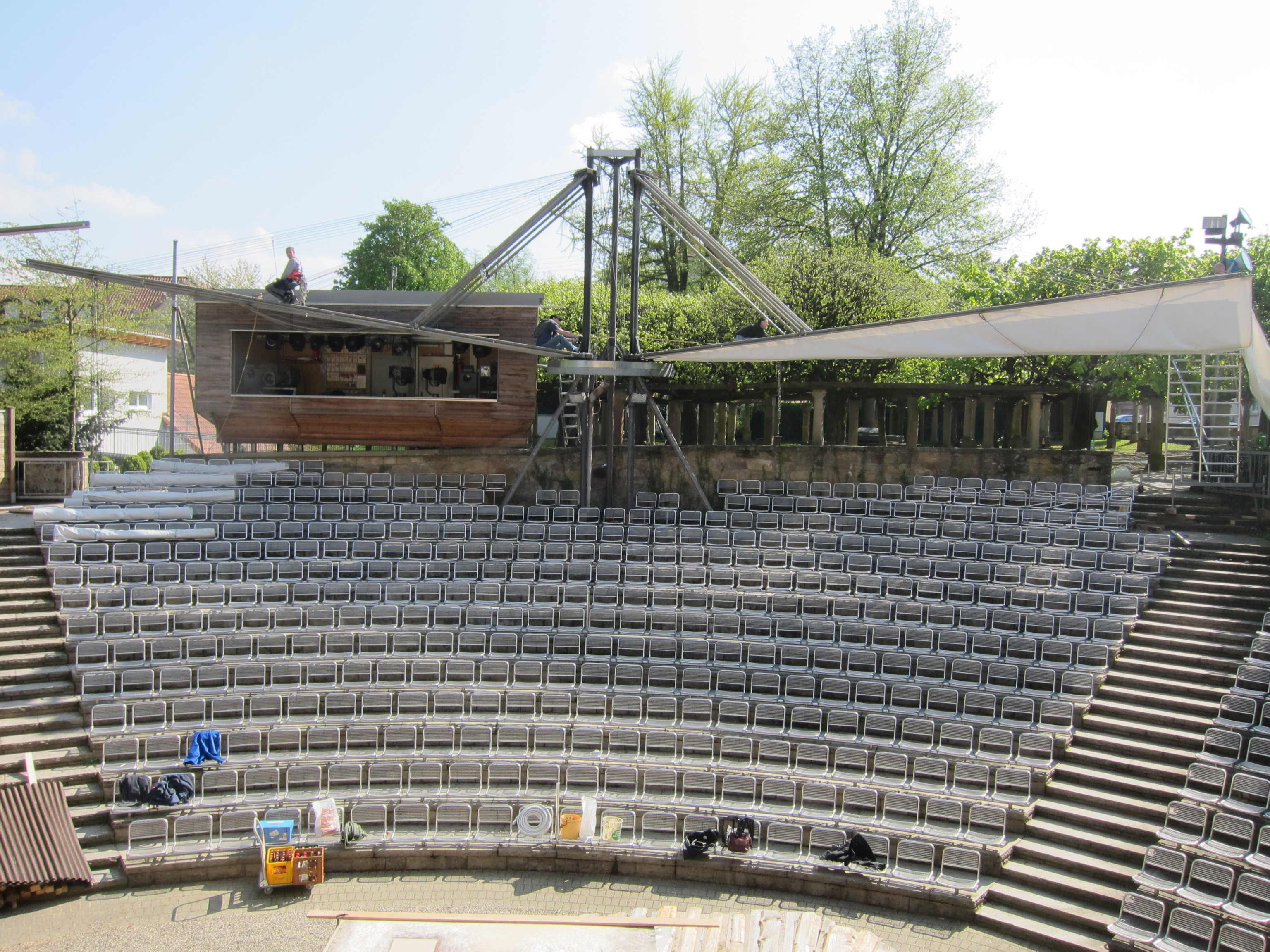
Die Planen werden in die Konstruktion eingezogen
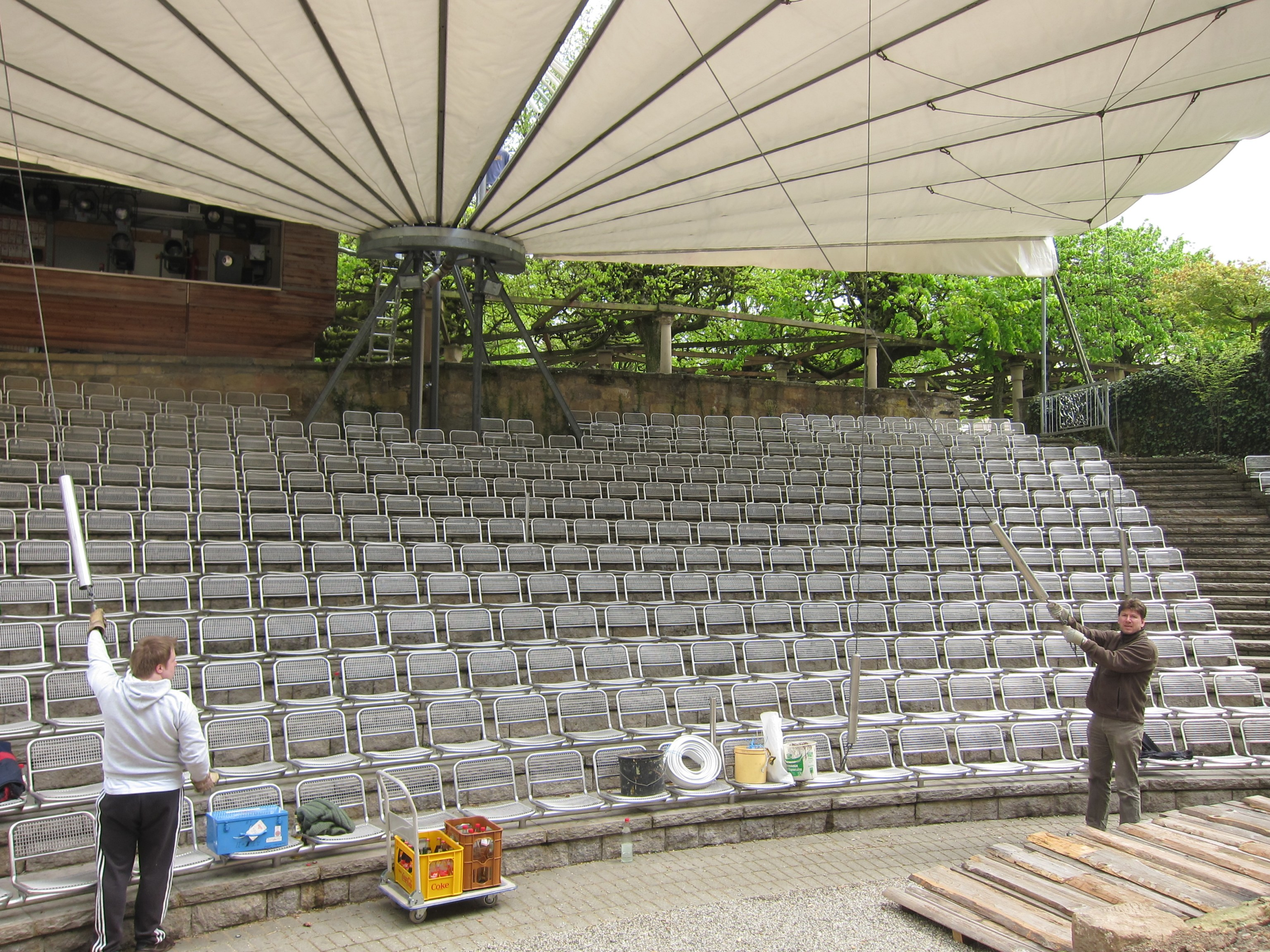
Der Fächer wird geöffnet
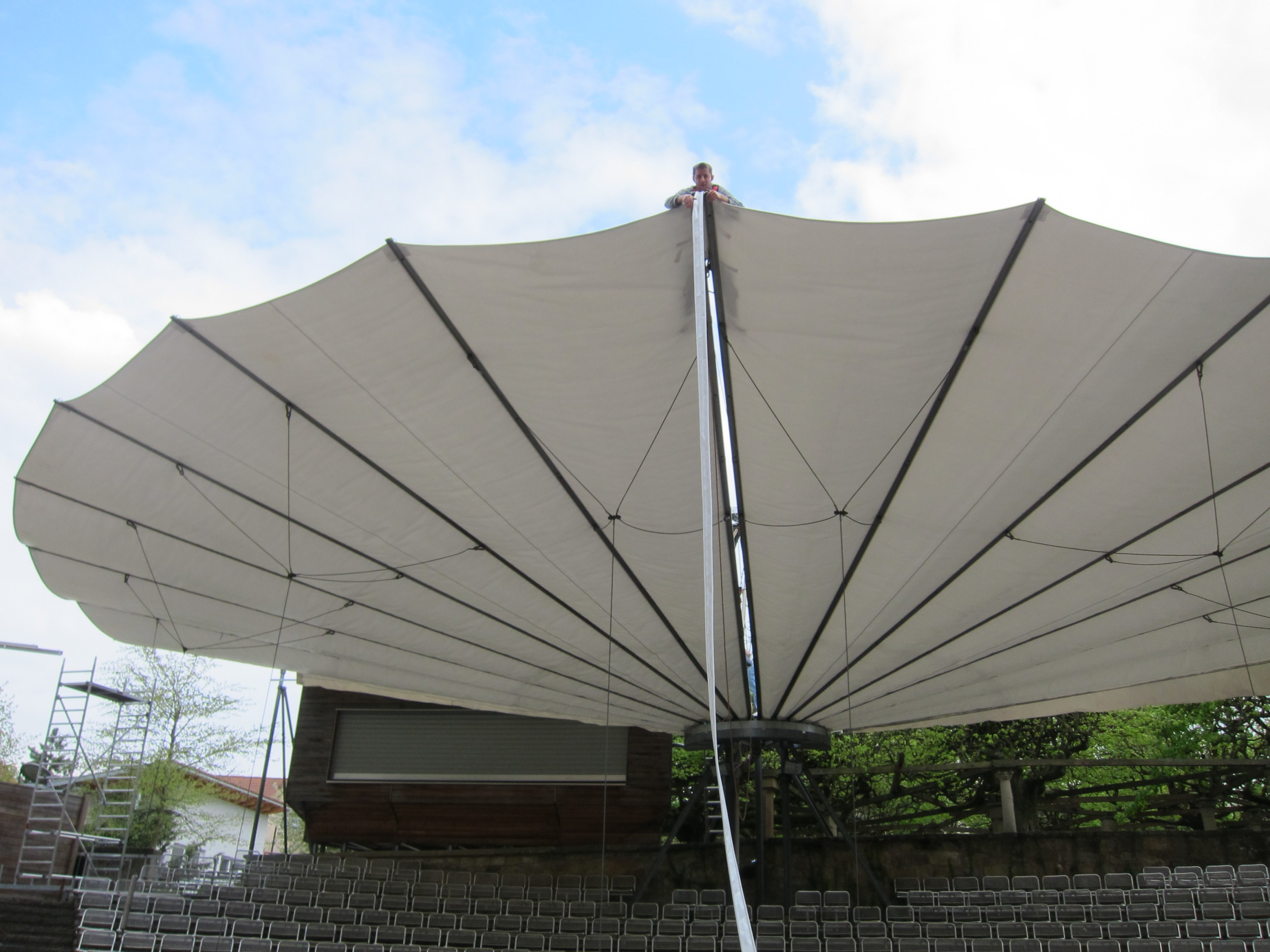
Die verbindende Mittelplane wird eingezogen
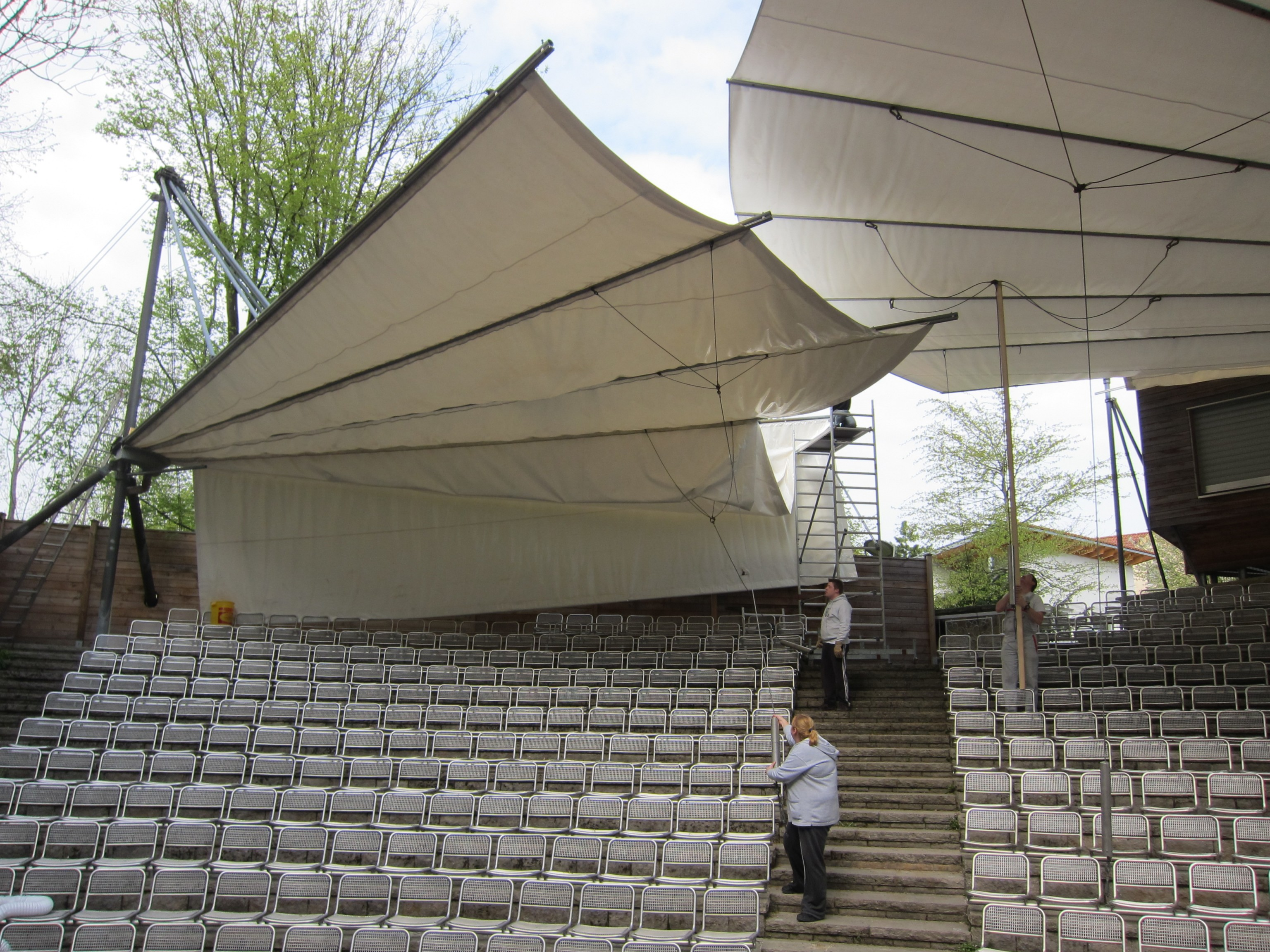
Das zweite Dach über Block D wird geöffnet

### Erweiterungen und Neuzeit
1997 fanden die Internationalen Amateurtheatertage in Neuenstadt statt, ein Konzert mit der Gruppe Des Geyers schwarzer Haufen wurde organisiert, und der Jazzfrühschoppen, der seither regelmäßig im September stattfindet, wurde erstmals veranstaltet. Um den Verein breiter aufzustellen, wurde im Jahr 2000 das Kleine Lindentheater gegründet. Auf der kleinen Zimmerbühne im Vereinsheim werden seither auch im Winter Stücke vor 44 bis 50 Zuschauern aufgeführt.
Im Jahr 2007 feierten die Freilichtspiele ihre 50. Spielsaison mit dem Musical Anatevka, dem von der Jugendgruppe aufgeführten Stück In der Klemme sowie zahlreichen weiteren Events. Seit Beginn der Aufführungen im Jahr 1958 hatten bis zum Abschluss der Jubiläumssaison mehr als 640.000 Besucher die Sommertheaterstücke im Neuenstädter Schlossgraben besucht.
Im Jahr 2010 wurde letztlich mit der Jungen Kammerbühne die dritte Spielstätte im Mehrzweckgebäude des Vereins eingeführt, die Platz für 51 Zuschauer bietet. Hier zeigt hauptsächlich der Nachwuchs aus der Kinder- und Jugendgruppe seine Projekte. Aber auch experimentelle Stücke kommen hier zur Aufführung.

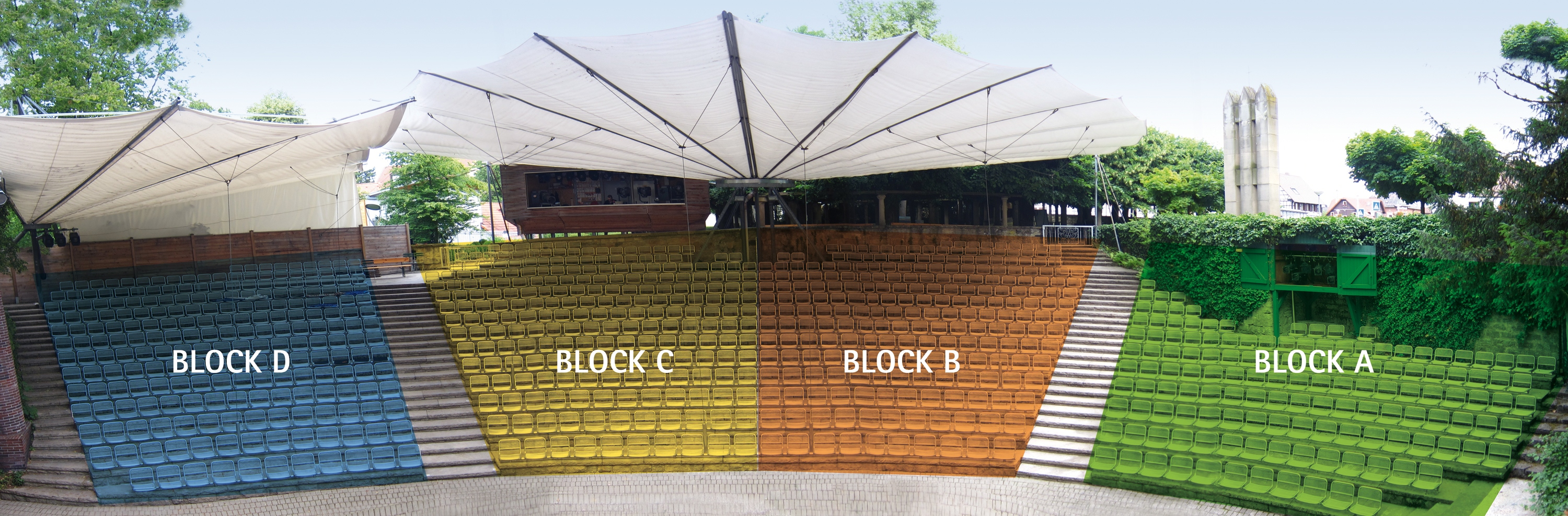
Zuschauerränge der Bühne im Schlossgraben

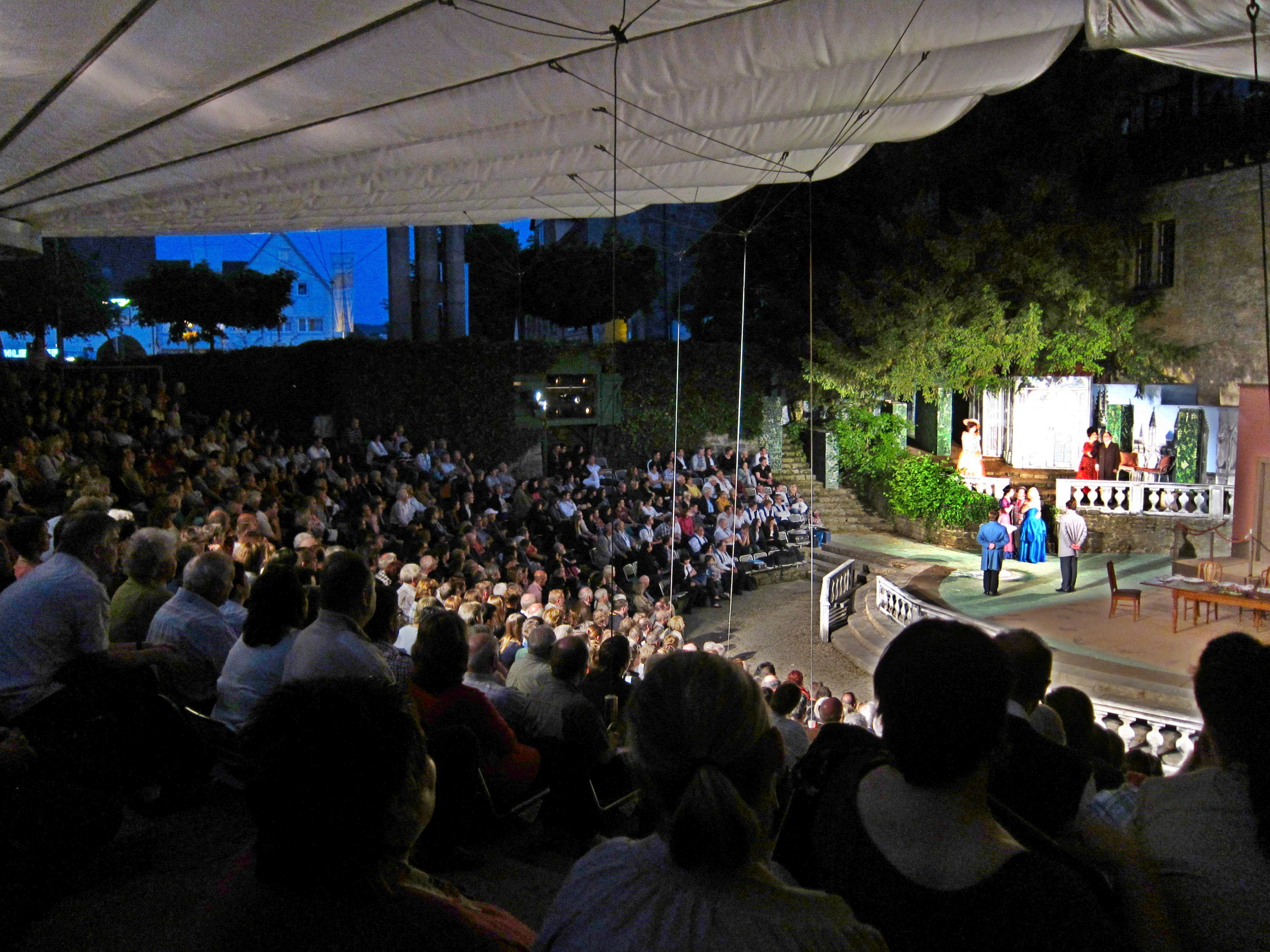
Bühne im Schlossgraben
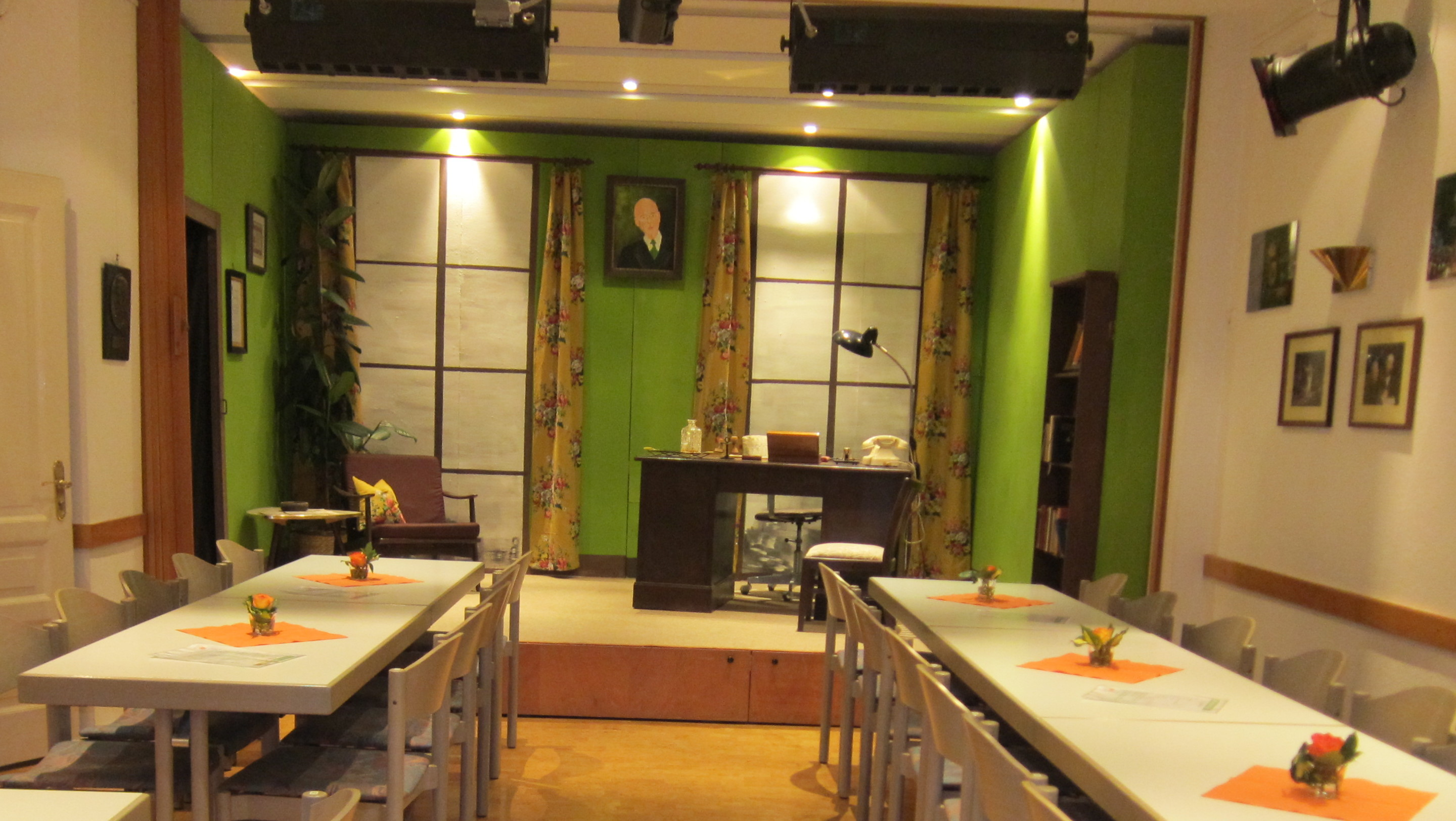
Das Kleine Lindentheater
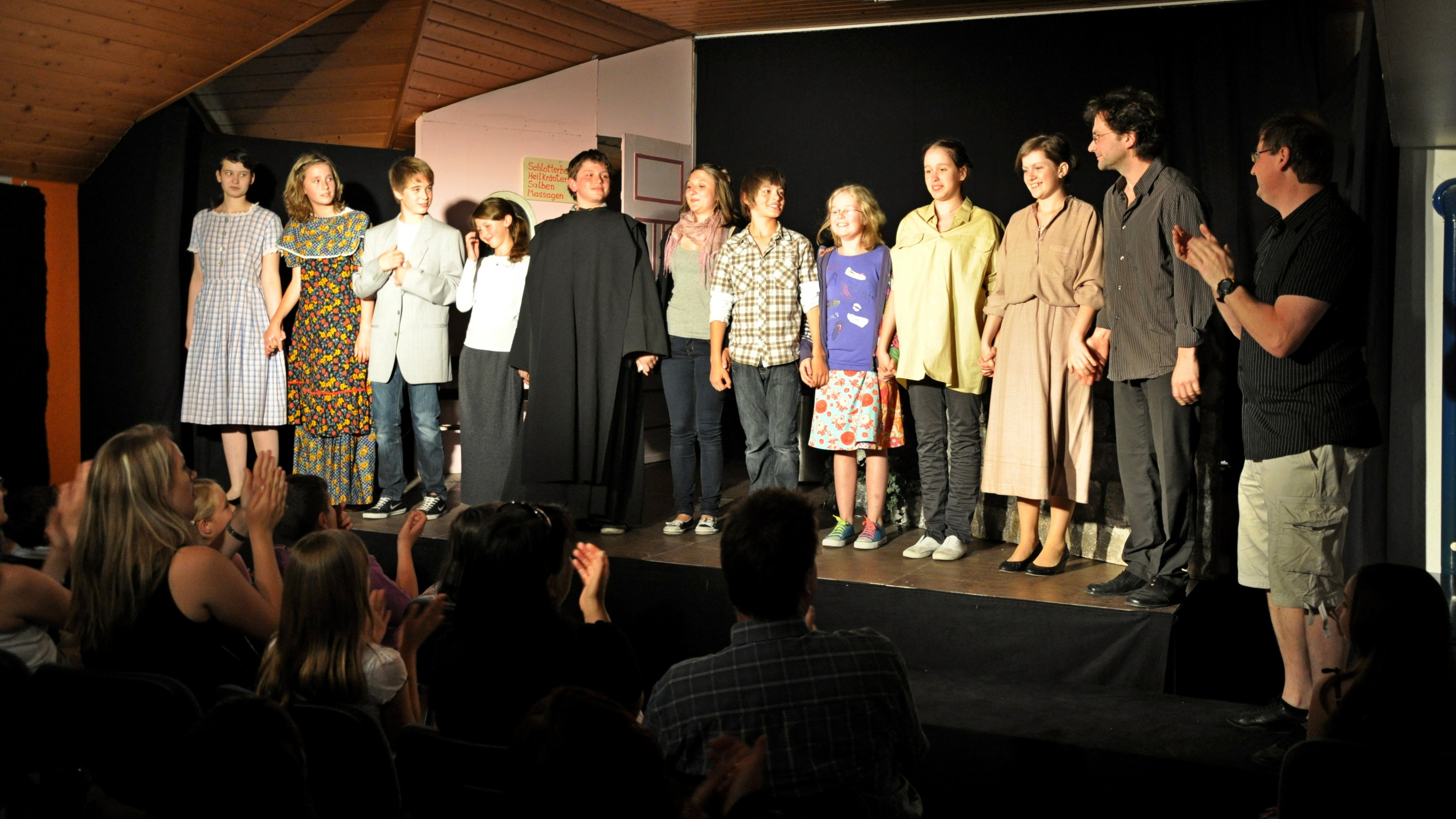
Die Junge Kammerbühne

### Chronik der Aufführungen
(nur Bühne im Schlossgraben)
| - 1958 Es zogen drei Burschen.... (Schlecker sen.) - 1959 Am Brunnen vor dem Tore (Schlecker sen.) - 1960 Die Orgelmacher (Schlecker sen.) - 1961 Der Postmichel von Esslingen (Henseler) - 1962 Bettler vor dem Kreuz (Wanner) - 1963 Das Neuenstadter Herzogspiel (Wanner) - 1964 Die Weiber von Schorndorf (Wanner) - 1965 Der Spion von Aalen (Wanner) - 1966 Der Schneider von Ulm (Wanner) - 1967 Baumeister Gottes (Wanner) - 1968 Die Heiratslustigen (Nestroy/Schultze) - 1969 Wilhelm Tell (Schiller) - 1970 Die Weiber von Weinsberg (Wanner) - 1971 Das Wirtshaus im Spessart (Wanner) - 1972 Ein Dorf ohne Männer (v. Horváth) - 1973 Schneider Wibbel (Müller-Schlösser) - 1974 Katharina Knie (Zuckmayer) - 1975 Schinderhannes (Zuckmayer) - 1976 Kleider machen Leute (Keller/Wanner) - 1977 Der Fröhliche Weinberg (Zuckmayer) - 1978 Der Brandner Kaspar (Wilhelm) - 1979 Lumpazivagabundus (Nestroy/Hahn) - 1980 Liliom (Molnar) - 1981 Schwäbisches Heiratskarussel (Wanner) - 1982 Die Altweibermühle (Wanner) - 1983 Das Käthchen von Heilbronn (v. Kleist/Birn) - 1984 Das Dorf auf der Grenze (Schlecker jun.) - 1985 Der Maulkorb (Spoerl) - 1986 Das Musikantendorf (Lorenz) - 1987 Ein Sommernachtstraum (Shakespeare) - 1988 Die Sieben Schwaben (Wanner) - 1989 Das Haus in Montevideo (Goetz) | - 1990 Die Heiratsvermittlerin (Wilder) - 1991 Der widerspenstige Heilige (Carroll) - 1992 Der Franzosenfeiertag (Baur) - 1993 Der Besuch der alten Dame (Dürrenmatt) - 1994 Pension Schöller (Laufs/Jacoby) - 1995 Don Camillo und Peppone (Guareschi) - 1996 Der tolle Tag (Beaumarchais) - 1997 Der Revisor (Gogol) - 1998 Die lustigen Weiber von Windsor (Shakespeare) - 1999 Der Holledauer Schimmel (Lippl) - 2000 Jeppe vom Berge (Ludvig Holberg) - 2001 Der Talisman (Nestroy) - 2002 Die Frauenvolksversammlung (Aristophanes) - 2003 Arsen und Spitzenhäubchen (Josef Kesselring) - 2004 Die drei Musketiere (Axel Plogstedt) - 2005 Der Bauer als Millionär (Ferdinand Raimund) - 2006 Die Pfingstorgel (Lippl) - 2007 Anatevka (Joseph Stein) - 2008 Was ihr wollt (William Shakespeare) - 2009 Der Raub der Sabinerinnen (Franz und Paul von Schönthan) - 2010 Piroschka (Hugo Hartung) - 2011 Das kalte Herz (Paul Wanner) - 2012 Charleys Tante (Brandon Thomas) - 2013 Im weißen Rössl (Ralph Benatzky) - 2014 Weekend im Paradies (Arnold und Bach) - 2015 Die Drei von der Tankstelle (Frank Schulz und Paul Frank) - 2016 Kohlhiesl's Töchter (Hans Kräly / Georg Zoch / Jörg Doppelreiter) - 2017 Die blaue Maus (Carl Laufs / Curt Kraatz) - 2018 My Fair Lady (George Bernard Shaw) - 2019 s'Konfirmandefescht (Fitzgerald Kusz) - 2020 Das hat man nun davon (Ausgefallen aufgrund Corona) - 2021 Boeing, Boeing (Marc Camoletti) - 2022 Das hat man nun davon (Heinz Erhardt) |

## Statistik

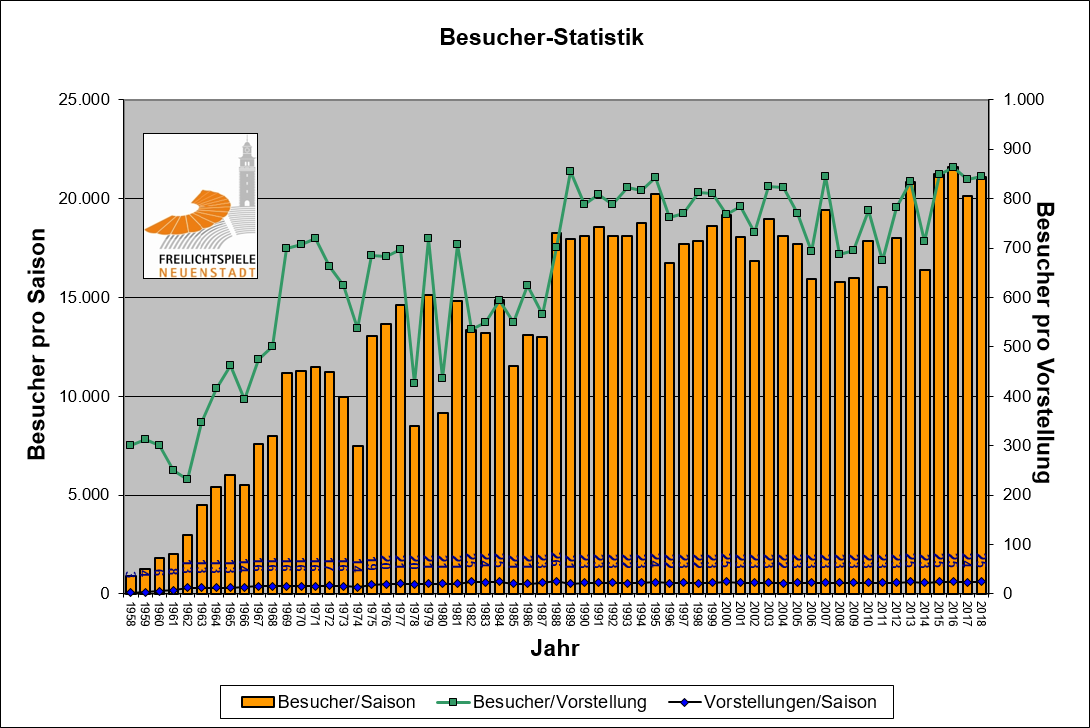
Besucherstatistik Stand 2018

Die Freilichtspiele Neuenstadt zählen zu den erfolgreichsten Amateurbühnen der Region und werden jedes Jahr von etwa 18.000 Zuschauern im Sommerstück besucht.
Die erfolgreichste Saison wurde im Spieljahr 2016 mit der Komödie Kohlhiesl's Töchter verzeichnet, die von 21.586 Zuschauern in 25 Vorstellungen gesehen wurde. Danach folgt die musikalische Komödie Die drei von der Tankstelle aus dem Jahr 2015 mit 21.222 Zuschauern in ebenfalls 25 Vorstellungen.
Am häufigsten aufgeführt wurde das Volksstück Die sieben Schwaben im Jahr 1988 mit 26 Vorstellungen.  Die meisten Besucher pro Vorstellung hatte bis 2016 Das Haus von Montevideo aus dem Jahr 1989 mit 855,57 Zuschauern. Dieser Rekord wurde jedoch mit der Inszenierung von Kohlhiesl's Töchter übertroffen: Hier kam man auf 863,44 Besucher pro Vorstellung bei einer Auslastung von 102,67 Prozent.
Am häufigsten wurden Stücke von Paul Wanner inszeniert. Insgesamt 13 Theaterstücke dieses Autors brachten die Neuenstädter Laienspieler im Laufe der Zeit auf die Bühne.